# تسمم درقي مفتعل
التسمم الدرقي المُفتعل هي حالةٌ من التسمم الدرقي تحدث بسبب ابتلاع هرمونٍ درقيٍ خارجي المنشأ. قد تحدث نتيجةً لابتلاعٍ خاطئٍ لجرعةٍ زائدة من الدواء، مثلالليفوثيروكسين وثلاثي اليودوثيرونين، أو تحدث ضمن أعراض متلازمة مونخهاوزن، وهو شكلٌ غير شائعٍ من فرط نشاط الغدة الدرقية.
يُعاني المرضى من أعراض فرط نشاط الغدة الدرقية، لذلك قد يُعتبروا عن طريق الخطأ مُصابين بمرض غريفز إذا كان مستقبل الهرمون المنبه للدرقية (TSH) إيجابيًا، أو مُصابين بالتهاب الغدة الدرقية؛ بسبب عدم الامتصاص في فحص امتصاص الغدة الدرقية للنوكليد المشع، ويحدث بسبب تثبيط وظيفة الغدة الدرقية عن طريق هرمونات الغدة الدرقية الخارجية. يؤدي ابتلاع هرمون الغدة الدرقية أيضًا إلى تثبيط مستويات الغلوبولين الدرقي مما يُساعد على التفريق بين التسمم الدرقي المُفتعل والأسباب الأخرى لفرط نشاط الغدة الدرقية، حيث يرتفع فيها الغلوبولين الدرقي المصلي. ولكن على الرغم من هذا، إلا أنه يجب توخي الحذر في تفسير نتائج الغلوبولين الدرقي دون الأجسام المضادة له؛ وذلك لأنَّ الأجسام المضادة للغلوبولين الدرقي تتدخل بشكل شائع في المقايسات المناعية للغلوبولين الدرقي، مما يؤدي إلى نتائج إيجابية وسلبية كاذبة، والتي قد تتسبب في سوء توجيه المريض سريريًا. لذلك في مثل هذه الحالات، قد تساعد زيادة مستويات هرمون الغدة الدرقية البرازي في التسمم الدرقي المُفتعل على تمييزه عن الأسباب الأخرى لفرط نشاط الغدة الدرقية.